# Skylon (knallertmærke)
 For alternative betydninger, se Skylon. (Se også artikler, som begynder med Skylon)
Skylon er en dansk knallert produceret af fabrikant Vilhelm Nellemann i årene 1953 til 1965.
Produktionen fandt sted i Randers og Aarhus og var i starten et samarbejde mellem Vilh. Nellemanns Cyklefabrik og Willy Johannsens motorfabrik Derby, et samarbejder der holdt til 1957. Herefter fortsatte produktionen af Skylon med forskellige motorleverandører, f.eks Estlander, Husquarna og Demm.
Af modeller kan nævnes Skylon 54, 55 og 56, Centrum, Standard, Special, Jet, Swing, M257, Sport, Alidania, Sprinter, Sprinter Sport, Sprinter Luxus, Super Sport, Mi-Val, Husquarna samt Skylon Scooter.
 Der er for få eller ingen kildehenvisninger i denne artikel, hvilket er et problem. Du kan hjælpe ved at angive troværdige kilder til de påstande, som fremføres i artiklen.